# Factor H
El CFH (Complement Factor H en inglés) o factor H del complemento, es miembro de la familia de reguladores de la activación del complemento y es una proteína de control del complemento. Es una glucoproteína soluble grande (155 kilodaltons) que circula en el plasma humano (en concentraciones típicas de 200 a 300 microgramos por mililitro). Su función principal es regular la vía alternativa del sistema del complemento, asegurando que el sistema del complemento se dirija hacia patógenos u otro material peligroso y no dañe el tejido del huésped. El factor H regula la activación del complemento en células y superficies propias al poseer actividad cofactor para la escisión de C3b mediada por el factor I y actividad aceleradora de la descomposición contra la vía alternativa C3-convertasa, C3bBb. El factor H ejerce su acción protectora sobre las propias células y superficies, pero no sobre las superficies de bacterias o virus. Sin embargo, existen excepciones importantes, como por ejemplo la bacteria patógena Neisseria meningitidis (también llamada meningococo). Este patógeno humano ha desarrollado mecanismos para reclutar FH humana y regular negativamente la vía alternativa. La unión de FH permite que las bacterias proliferen en el torrente sanguíneo y causen enfermedades.
Se cree que la capacidad del factor H para ejercer su acción protectora sobre las propias células y superficies es el resultado de que el factor H tiene la capacidad de adoptar conformaciones con actividades más bajas o más altas como cofactor para la escisión de C3 o la actividad aceleradora de la descomposición. La conformación de actividad más baja es la forma predominante en solución y es suficiente para controlar la amplificación en fase fluida. Se cree que la conformación más activa se induce cuando el factor H se une a los glicosaminoglicanos (GAG) o a los ácidos siálicos que generalmente están presentes en las células huésped, pero, normalmente, no en las superficies del patógeno, lo que garantiza que las superficies propias estén protegidas mientras que la fijación del complemento continúa sin cesar en las superficies extrañas. superficies.  

## Estructura
La molécula del Factor H de complemento (FH) está formada por 20 módulos de proteína de control del complemento (CCP) (también conocidos como repeticiones cortas de consenso o dominios sushi) conectados entre sí mediante enlaces cortos (de entre tres y ocho residuos de aminoácidos) y dispuestos en una cabeza extendida para moda de cola. Cada uno de los módulos CCP consta de alrededor de 60 aminoácidos con cuatro residuos de cisteína unidos por enlaces disulfuro en una disposición 1–3 2–4 y un núcleo hidrofóbico construido alrededor de un residuo de triptófano casi invariante. Los módulos CCP están numerados del 1 al 20 (desde el extremo N de la proteína); Los PCC 1 a 4 y los PCC 19 a 20 se unen a C3b, mientras que los PCC 7 y los PCC 19 a 20 se unen a los GAG y al ácido siálico. Hasta la fecha, se han determinado las estructuras atómicas de los PCC 1 a 3, PCC 5,  PCC 7,  PCC 10 a 11 y PCC 11 a 12, PCC 12 a 13,  PCC 15, PCC 16,  PCC 15–16,  PCC 18–20,  y PCC 19–20.   La estructura atómica de los PCC 6 a 8 unidos al GAG imita el octasulfato de sacarosa,  los PCC 1 a 4 en complejo con C3b  y los PCC 19 a 20 en complejo con C3d (que corresponde al dominio tioéster de C3b)   también han sido determinados. Aunque aún no se ha determinado una estructura de resolución atómica para el factor H intacto, las técnicas de baja resolución indican que puede volver a doblarse en solución.  La información disponible hasta la fecha indica que los módulos 1 a 4 del CCP son responsables de las actividades de cofactor y aceleración de la desintegración del factor H, mientras que la discriminación entre uno mismo y no propio se produce predominantemente a través de la unión de GAG a los módulos 7 de CCP y/o de la unión de GAG o ácido siálico al 19. –20.  

## Significación clínica
Debido al papel central que desempeña el Factor H de complemento (FH) en la regulación del complemento, existen varias implicaciones clínicas que surgen de la actividad aberrante del factor H. El factor H hiperactivo puede dar como resultado una actividad reducida del complemento en las células patógenas, lo que aumenta la susceptibilidad a las infecciones microbianas. El factor H hipoactivo puede resultar en una mayor actividad del complemento en las células huésped sanas, lo que resulta en enfermedades autoinmunes. No es sorprendente, por lo tanto, que mutaciones raras o polimorfismos de un solo nucleótido (SNP) comunes en el gen del factor H del complemento (CFH) a menudo den lugar a patologías. Además, los patógenos suelen utilizar las actividades inhibidoras del complemento del factor H y otros reguladores del complemento para aumentar la virulencia.

### La degeneración macular relacionada con la edad
En 2005, varios grupos de investigación independientes identificaron un SNP en la CFH, que resulta en el cambio de proteína p.Y402H, como un factor de riesgo para la DMAE presente en aproximadamente un tercio de los europeos.  Aunque la frecuencia de sus alelos varía considerablemente entre diferentes poblaciones, Y402H se ha asociado consistentemente con la aparición y progresión de la DMAE.  Los individuos homocigotos tienen aproximadamente siete veces más probabilidades de asociación con DMAE, mientras que los heterocigotos tienen entre dos y tres veces más probabilidades de asociación con la enfermedad.  Se ha demostrado que este SNP, ubicado en el módulo 7 del CCP del factor H, afecta la capacidad de la proteína del factor H para localizarse en sitios de inflamación en los tejidos de la retina (por ejemplo, mediante polianiones y pentraxinas) y para regular la activación de las células inmunes y del complemento.  También se ha demostrado que el SNP afecta la función de la proteína 1 similar al factor H, una versión empalmada alternativamente del factor H que consta únicamente de los PCC 1 a 7, que se cree que tiene un papel más importante en la regulación del complemento intraocular.  Sin embargo, se ha demostrado que las variantes genéticas de la CFH con mayor efecto sobre el riesgo individual de sufrir DMAE afectan a los PCC 1 a 4, que participan en la atenuación de los efectos de la vía alternativa del complemento.  Un cambio de codificación funcional poco común, p.R1210C, en la CFH da como resultado una deficiencia funcional en el factor H y conduce a un riesgo sustancialmente mayor de degeneración macular, así como a afecciones renales mediadas por el complemento.  
La variación en otros genes de los reguladores del locus de activación del complemento, como los genes relacionados con el factor H del complemento, así como en otras proteínas del complemento (p. ej., factor I, C2/factor B y C3) también se han asociado con un mayor riesgo de DMAE.  La teoría actual es que la desregulación del complemento es un factor clave de la inflamación crónica en la DMAE. 

### Síndrome urémico hemolítico atípico
El síndrome urémico hemolítico (SUH) es una enfermedad asociada con anemia hemolítica microangiopática, trombocitopenia e insuficiencia renal aguda. Puede ser adquirido (p. ej., tras una infección por Escherichia coli shigatoxigénica) o hereditario (también conocido como síndrome urémico hemolítico atípico, SHUa). El SHUa se ha relacionado fuertemente con mutaciones en genes del sistema del complemento, especialmente el factor H.  A diferencia de la DMAE y la glomerulopatía C3 (otro trastorno renal mediado por el complemento), que se asocian principalmente con la variación en el extremo N (PCC 1 a 4), las mutaciones predisponentes en el factor H afectan principalmente al extremo C de la proteína (módulos CCP 19 y 20),  que se ha demostrado que es responsable de la adherencia a los tejidos renales y de la regulación de los componentes del complemento y sus efectores.   

### Esquizofrenia
Las alteraciones de la respuesta inmunitaria están implicadas en la patogénesis de muchos trastornos neuropsiquiátricos, incluida la esquizofrenia. Estudios recientes indicaron que las alteraciones en el sistema del complemento, incluidas aquellas que pueden resultar en la sobreactivación de la vía alternativa del complemento, pueden predisponer a la esquizofrenia. Por ejemplo, el CFH SNP rs424535 (2783-526T>A) se asoció positivamente con la esquizofrenia. 

### Accidente cerebrovascular isquémico
Se encontró que el SNP rs800292(184G >A) se asociaba positivamente con el accidente cerebrovascular y el alelo menor rs800912 del gen CFH podría considerarse como un factor de riesgo de accidente cerebrovascular isquémico. 

### Reclutamiento por patógenos
Dado el papel central del factor H en la protección de las células del complemento, no sorprende que varios patógenos humanos importantes hayan desarrollado mecanismos para reclutar el factor H. Este reclutamiento de factor H por parte de los patógenos proporciona una resistencia significativa al ataque del complemento y, por lo tanto, una mayor virulencia. Los patógenos que se ha demostrado que reclutan factor H incluyen: Aspergillus spp.; Borrelia burgdorferi; B. duttonii; B. recurrente; Candida albicans;  Francisella tularensis; Haemophilus influenzae; Neisseria gonorrhoeae;  N. meningitidis; Steotococos neumonia;  y Streptococcus pyogenes. La bacteria Gram negativa B. burgdorferi tiene cinco proteínas de unión al factor H: CRASP-1, CRASP-2, CRASP-3, CRASP-4 y CRASP-5.  Cada proteína CRASP también se une al plasminógeno.  Es posible que la frecuencia alélica de las variantes de CFH en todo el mundo refleje la presión selectiva de las enfermedades infecciosas. 

## Interacciones
Se ha demostrado que el factor H de complemento interactúa con el componente 3 del complemento, entre otras proteínas y factores del complemento, lo que lleva a la regulación de la vía alternativa del complemento en particular.   

## Producción recombinante
Ralf Reski y sus compañeros de trabajo produjeron el factor H biológicamente activo en el biorreactor de musgo,  en un proceso llamado cultivo molecular. Se produjeron grandes cantidades de factor H humano biológicamente activo, potencialmente adecuado para fines terapéuticos, utilizando un gen sintético con codones optimizados expresado en la levadura huésped de expresión, Pichia pastoris. 

## Uso potencial como fármaco terapéutico

### La degeneración macular relacionada con la edad
Basándose en la actividad biológica del factor H humano, Gemini Therapeutics Inc. está desarrollando una proteína del factor H humano recombinante (GEM103), para el tratamiento de la DMAE seca. Realizó un llamado a ensayo de fase 2a de GEM103 en la degeneración macular seca relacionada con la edad (DMAE), en pacientes con variantes genéticas de alto riesgo.

## Otras lecturas
- Bradley DT, Zipfel PF, Hughes AE (June 2011). «Complement in age-related macular degeneration: a focus on function». Eye 25 (6): 683-693. PMC 3178140. PMID 21394116. doi:10.1038/eye.2011.37.
- Kardys I, Klaver CC, Despriet DD, Bergen AA, Uitterlinden AG, Hofman A, Oostra BA, Van Duijn CM, de Jong PT, Witteman JC (April 2006). «A common polymorphism in the complement factor H gene is associated with increased risk of myocardial infarction: the Rotterdam Study». Journal of the American College of Cardiology 47 (8): 1568-1575. PMID 16630992. doi:10.1016/j.jacc.2005.11.076.
- Pío R, Elsasser TH, Martínez A, Cuttitta F (April 2002). «Identification, characterization, and physiological actions of factor H as an adrenomedullin binding protein present in human plasma». Microscopy Research and Technique 57 (1): 23-27. PMID 11921353. S2CID 37608883. doi:10.1002/jemt.10047.
- Walport MJ (April 2001). «Complement. First of two parts». The New England Journal of Medicine 344 (14): 1058-1066. PMID 11287977. doi:10.1056/NEJM200104053441406.
- Walport MJ (April 2001). «Complement. Second of two parts». The New England Journal of Medicine 344 (15): 1140-1144. PMID 11297706. doi:10.1056/NEJM200104123441506.